# Шум'яцька сільська рада
Шум'яцька сільська рада — колишній орган місцевого самоврядування у Турківському районі Львівської області. Адміністративний центр — село Шум'яч.

## Загальні відомості
Шум'яцька сільська рада утворена в 1940 році.

## Населені пункти
Сільській раді підпорядковані населені пункти:
- с. Шум'яч

## Склад ради
Рада складається з 12 депутатів та голови.

### Керівний склад попередніх скликань
| ПІБ                         | Основні відомості                                                                                        | Дата обрання | Дата звільнення |
| --------------------------- | --- | ------------ | --------------- |
| Годованець Мирон Михайлович | Сільський голова, 1953 року народження, освіта середня спеціальна                                        | 26.03.2006   | 31.10.2010      |
| Годованець Мирон Михайлович | Сільський голова, 1953 року народження, освіта середня спеціальна, член політичної партії «Наша Україна» | 31.10.2010   |                 |

Примітка: таблиця складена за даними джерела